# Sukralos
Sukralos (på engelska sucralose) är ett kalorifritt konstgjort sötningsmedel. Dess E-nummer är E955 och är 320-1000 gånger sötare per viktenhet än vanligt socker, sackaros, vilket gör det dubbelt så sött som sackarin och tre gånger så sött som aspartam och acesulfamkalium. Det tillverkas av vanligt socker genom en process som ersätter tre OH-grupper i sockermolekylen med tre kloratomer. Till skillnad från aspartam tål sukralos upphettning och även sura eller basiska miljöer, vilket gör att det kan användas i exempelvis bakning eller i produkter med lång hållbarhet. Sukralos bryts ner mycket långsamt i naturen.
Substansen är vattenlöslig och kan därför till skillnad från vissa liknande ämnen inte lagras i organisk vävnad, det vill säga inte i människokroppen.

## Historia
Sukralos skapades genom syntes 1976 i ett forskningssamarbete mellan det brittiska företaget Tate & Lyle och Queen Elizabeth College. Det blev godkänt för användning, först i Kanada 1991, senare USA 1998 och i EU 2004. För närvarande är sukralos godkänt i över 40 länder.[källa behövs] I Sverige finns sötningsmedlet att köpa som flytande, suketter och som pulver.
Sötningsmedlet säljs under varumärket Splenda i vissa länder, bland annat i USA (då uppblandat med något fyllnadsmedel, vanligtvis maltodextrin, för att volymen i portionsförpackningar inte skall bli för liten).

## Miljö och hälsa
Sukralos bryts ner mycket långsamt i naturen och de eventuella följderna av naturens oförmåga att snabbt bryta ner substansen har inte utretts. Hur sukralos eventuellt skulle kunna påverka miljön är oklart (läst 2008).
Forskning visar även på att sukralos kan höja blodsockret och är fettbildande, vilket kan vara skadligt för personer med (eller i riskzonen för) diabetes. 